# Clasificación para el Campeonato Femenino Sub-16 de AFC 2019
La clasificación para el Campeonato Femenino Sub-16 de la AFC 2019 fue una competencia de fútbol femenino para menores de 16 años que definió a los equipos participantes del Campeonato Femenino Sub-16 de la AFC de 2019.
Un total de 30 equipos ingresaron al torneo de clasificación, que definió a cuatro de los ocho equipos participantes en el torneo final celebrado en Tailandia.

### Información relevante
De las 47 asociaciones miembros de la AFC, un total de 33 equipos participaron en la competencia. Corea del Norte, Corea del Sur y Japón no participan de esta etapa debido a que ocuparon los tres primeros lugares en la edición pasada. Respecto de Tailandia a pesar de estar clasificada por ser la anfitriona decidió participar de la primera etapa eliminatoria y debido a que ganó su grupo, la selección subcampeona avanzó a la segunda etapa.

### Elegibilidad del jugador
Las jugadoras nacidas entre el 1 de enero de 2003 y el 31 de diciembre de 2005 fueron elegibles para participar en el Campeonato Femenino Sub-16 de AFC 2019. 

### Formato
En cada grupo, los equipos jugaron entre sí una vez en un lugar centralizado.
- En la primera ronda, las seis ganadoras de grupo y las dos mejores segundos lugares avanzan a la segunda ronda. Sin embargo, Tailandia no avanza a la segunda ronda por ser anfitriona. Si ganan su grupo, el subcampeón de su grupo avanza a la segunda ronda, o si se encuentran entre los dos mejores subcampeones, el tercer mejor subcampeón avanza a la segunda ronda.
- En la segunda ronda, quienes ocupen el primer y segundo lugar de los dos grupos se clasifican para el torneo final para unirse a los cuatro equipos calificados automáticamente.

Tailandia ganó su grupo, por lo que la subcampeona de su grupo se clasificó para la segunda ronda.

## Sorteo
El sorteo clasificatorio de la primera fase se realizó el 30 de mayo de 2018 en Kuala Lumpur, Malasia, que es la sede de la AFC. Los equipos se distribuyeron de acuerdo con su actuación en la temporada anterior del torneo y clasificación final del Campeonato Femenino Sub-16 de AFC 2017.
Los partidos fueron programados entre el 15 y el 23 de septiembre de 2018.

### Grupo A
País anfitrión: Sri Lanka
| Equipo     | Pts | PJ | PG | PE | PP | GF | GC | Dif | Clasificados  |
| ---------- | --- | -- | -- | -- | -- | -- | -- | --- | ------------- |
| China      | 12  | 4  | 4  | 0  | 0  | 54 | 0  | +54 | Segunda ronda |
| Jordania   | 7   | 4  | 2  | 1  | 1  | 16 | 9  | +7  |               |
| Uzbekistán | 7   | 4  | 2  | 1  | 1  | 7  | 9  | -2  |               |
| Guam       | 3   | 4  | 1  | 0  | 3  | 5  | 34 | -29 |               |
| Sri Lanka  | 0   | 4  | 0  | 0  | 4  | 2  | 32 | -30 |               |

| 15 de septiembre de 2018, 11:00 | Jordania | 0:0     | Uzbekistán | CR & FC Grounds, Colombo, Sri Lanka                       |                                                           |
|                                 |          | Reporte |            | Asistencia: 50 espectadores Árbitro(s): Yoshimi Yamashita | Asistencia: 50 espectadores Árbitro(s): Yoshimi Yamashita |

| 15 de septiembre de 2018, 15:00 | Sri Lanka                  | 2:4 (1:2) | Guam                                   | CR & FC Grounds, Colombo, Sri Lanka                        |                                                            |
|                                 | - Kirushanthini 45+1' (67) | Reporte   | - 10' Han - 19', 54' Riley - 64' Teria | Asistencia: 150 espectadores Árbitro(s): Bùi Thị Thu Trang | Asistencia: 150 espectadores Árbitro(s): Bùi Thị Thu Trang |

| 17 de septiembre de 2018, 11:00 | Guam | 0:20 (0:8) | China | CR & FC Grounds, Colombo, Sri Lanka                    |                                                        |
|                                 |      | Reporte    | - 2', 22', 42', 61', 63', 90' Ziqin - 27' Xinling - 30', 54' Jingyi - 34' (a.g.) Guzman - 44', 61', 71', 71', 75' Congcong - 45' Chenjing - 56' Lanlan - 68' Shiying - 90+1' Yuling - 90+4' Zijia | Asistencia: 50 espectadores Árbitro(s): Seinn Cho Aung | Asistencia: 50 espectadores Árbitro(s): Seinn Cho Aung |

| 17 de septiembre de 2018, 15:00 | Sri Lanka | 0:7 (0:2) | Jordania                                                                                   | CR & FC Grounds, Colombo, Sri Lanka                      |                                                          |
|                                 |           | Reporte   | - 41' Hassan - 45+1' Al-Maiah - 52', 79', 90' Al-Jamaeen - 82' Al-Sweilmin - 87' Al-Hadidi | Asistencia: 50 espectadores Árbitro(s): Saltanat Noroozi | Asistencia: 50 espectadores Árbitro(s): Saltanat Noroozi |

| 19 de septiembre de 2018, 11:00 | Uzbekistán                                      | 3:1 (2:0) | Guam        | CR & FC Grounds, Colombo, Sri Lanka                    |                                                        |
|                                 | - Suyunova 23' - Oraniyazova 39' - Sodikova 65' | Reporte   | - 64' Teria | Asistencia: 10 espectadores Árbitro(s): Seinn Cho Aung | Asistencia: 10 espectadores Árbitro(s): Seinn Cho Aung |

| 19 de septiembre de 2018, 15:00 | China | 17:0 (8:0) | Sri Lanka | CR & FC Grounds, Colombo, Sri Lanka                      |                                                          |
|                                 | - Ziqin 4', 41', 81' - Congcong 8', 36', 45+2' - Siqian 16' - Lanlan 18' - Shiying 26' - Chenjing 49', 50' - Mengyu 64' - Minhui 69', 78' - Xinling 71' - Jiayu 82' - Zijia 90+3' | Reporte    |           | Asistencia: 50 espectadores Árbitro(s): Asmita Manandhar | Asistencia: 50 espectadores Árbitro(s): Asmita Manandhar |

| 21 de septiembre de 2018, 11:00 | Jordania | 0:9 (0:8) | China                                                                                    | CR & FC Grounds, Colombo, Sri Lanka                       |                                                           |
|                                 |          | Reporte   | - 5', 11', 20', 25' Ziqin - 28' Xiaomin - 39', 45+3' Jingyi - 45' Shiying - 50' Congcong | Asistencia: 50 espectadores Árbitro(s): Yoshimi Yamashita | Asistencia: 50 espectadores Árbitro(s): Yoshimi Yamashita |

| 21 de septiembre de 2018, 15:00 | Uzbekistán                                                         | 4:0 (1:0) | Sri Lanka | CR & FC Grounds, Colombo, Sri Lanka                       |                                                           |
|                                 | - Oraniyazova 43' - Saydullaeva 59' - Suyunova 62' - Juraboeva 73' | Reporte   |           | Asistencia: 30 espectadores Árbitro(s): Bùi Thị Thu Trang | Asistencia: 30 espectadores Árbitro(s): Bùi Thị Thu Trang |

| 23 de septiembre de 2018, 11:00 | Guam | 0:9 (0:3) | Jordania | CR & FC Grounds, Colombo, Sri Lanka                      |                                                          |
|                                 |      | Reporte   | - 18', 32', 77' Al-Jamaeen - 40' Al-Sweilmin - 48' Qaddourah - 50' Al-Maiah - 67' Asfour - 82' Al-Btoosh - 87' Al-Hadidi | Asistencia: 50 espectadores Árbitro(s): Asmita Manandhar | Asistencia: 50 espectadores Árbitro(s): Asmita Manandhar |

| 23 de septiembre de 2018, 15:00 | China                                                                                            | 8:0 (5:0) | Uzbekistán | CR & FC Grounds, Colombo, Sri Lanka                      |                                                          |
|                                 | - Jiayu 14' - Ziqin 15', 30' - Yuling 41' - Siqian 45+1' - Zijia 54' - Congcong 59' - Xinyao 62' | Reporte   |            | Asistencia: 50 espectadores Árbitro(s): Saltanat Noroozi | Asistencia: 50 espectadores Árbitro(s): Saltanat Noroozi |

### Grupo B
País anfitrión: Mongolia
| Equipo    | Pts | PJ | PG | PE | PP | GF | GC | Dif | Clasificados  |
| --------- | --- | -- | -- | -- | -- | -- | -- | --- | ------------- |
| Laos      | 10  | 4  | 3  | 1  | 0  | 11 | 2  | +9  | Segunda ronda |
| India     | 7   | 4  | 2  | 1  | 1  | 12 | 4  | +8  |               |
| Hong Kong | 6   | 4  | 2  | 0  | 2  | 9  | 10 | -1  |               |
| Mongolia  | 6   | 4  | 2  | 0  | 2  | 11 | 7  | +4  |               |
| Pakistán  | 0   | 4  | 0  | 0  | 4  | 0  | 20 | -20 |               |

| 15 de septiembre de 2018, 13:00 | Hong Kong   | 1:6 (0:3) | India                                                    | Centro de Fútbol de la FFM, Ulán Bator, Mongolia    |                                                     |
|                                 | - Sneha 86' | Reporte   | - 23' Munda - 35', 50' (pen.) Devi - 41', 73', 90+1' Kom | Asistencia: 32 espectadores Árbitro(s): Pak Un-jong | Asistencia: 32 espectadores Árbitro(s): Pak Un-jong |

| 15 de septiembre de 2018, 17:00 | Mongolia | 8:0 (3:0) | Pakistán | Centro de Fútbol de la FFM, Ulán Bator, Mongolia         |                                                          |
|                                 | - Temuulen 25', 30' - Solongo 59' - Tsolmon 54' - Udval 57' (pen.), 79' - Enkhmargad 78' - Otgonjargal 90+4' | Reporte   |          | Asistencia: 241 espectadores Árbitro(s): Thein Thein Aye | Asistencia: 241 espectadores Árbitro(s): Thein Thein Aye |

| 17 de septiembre de 2018, 13:00 | Pakistán | 0:3 (0:2) | Laos                       | Centro de Fútbol de la FFM, Ulán Bator, Mongolia      |                                                       |
|                                 |          | Reporte   | - 6' Khounsy - 15', 62' Pe | Asistencia: 30 espectadores Árbitro(s): Mahnaz Zokaee | Asistencia: 30 espectadores Árbitro(s): Mahnaz Zokaee |

| 17 de septiembre de 2018, 17:00 | Mongolia      | 1:2 (0:2) | Hong Kong                | Centro de Fútbol de la FFM, Ulán Bator, Mongolia      |                                                       |
|                                 | - Tsolmon 47' | Reporte   | - 11' Hui - 26' Ishikawa | Asistencia: 265 espectadores Árbitro(s): Kim Yu-jeong | Asistencia: 265 espectadores Árbitro(s): Kim Yu-jeong |

| 19 de septiembre de 2018, 13:00 | India                                          | 4:0 (2:0) | Pakistán | Centro de Fútbol de la FFM, Ulán Bator, Mongolia          |                                                           |
|                                 | - Singh 21' - Kiran 42' - Munda 81' - Devi 88' | Reporte   |          | Asistencia: 30 espectadores Árbitro(s): Doumouh Al-Bakkar | Asistencia: 30 espectadores Árbitro(s): Doumouh Al-Bakkar |

| 19 de septiembre de 2018, 17:00 | Laos                                          | 4:0 (2:0) | Mongolia | Centro de Fútbol de la FFM, Ulán Bator, Mongolia         |                                                          |
|                                 | - Thongsavang 12' - Khounsy 20' - Pe 59', 78' | Reporte   |          | Asistencia: 196 espectadores Árbitro(s): Thein Thein Aye | Asistencia: 196 espectadores Árbitro(s): Thein Thein Aye |

| 21 de septiembre de 2018, 13:00 | Hong Kong      | 1:3 (0:0) | Laos                                             | Centro de Fútbol de la FFM, Ulán Bator, Mongolia      |                                                       |
|                                 | - Ishikawa 90' | Reporte   | - 49' Phongphailath - 78' Khounsy - 86' Chaikham | Asistencia: 20 espectadores Árbitro(s): Mahnaz Zokaee | Asistencia: 20 espectadores Árbitro(s): Mahnaz Zokaee |

| 21 de septiembre de 2018, 17:00 | India      | 1:2 (1:1) | Mongolia                       | Centro de Fútbol de la FFM, Ulán Bator, Mongolia     |                                                      |
|                                 | - Singh 7' | Reporte   | - 29' Temuulen - 71' Khulangoo | Asistencia: 103 espectadores Árbitro(s): Pak Un-jong | Asistencia: 103 espectadores Árbitro(s): Pak Un-jong |

| 23 de septiembre de 2018, 13:00 | Pakistán | 0:5 (0:3) | Hong Kong                                                                    | Centro de Fútbol de la FFM, Ulán Bator, Mongolia          |                                                           |
|                                 |          | Reporte   | - 6' Yee Hing - 31' (pen.) Wing Lam - 44' Pak Tung - 77' Chan - 89' Brewster | Asistencia: 33 espectadores Árbitro(s): Doumouh Al-Bakkar | Asistencia: 33 espectadores Árbitro(s): Doumouh Al-Bakkar |

| 23 de septiembre de 2018, 17:00 | Laos     | 1:1 (0:1) | India       | Centro de Fútbol de la FFM, Ulán Bator, Mongolia      |                                                       |
|                                 | - Pe 81' | Reporte   | - 18' Singh | Asistencia: 100 espectadores Árbitro(s): Kim Yu-jeong | Asistencia: 100 espectadores Árbitro(s): Kim Yu-jeong |

### Grupo C
País anfitrión: Tayikistán
| Equipo                   | Pts | PJ | PG | PE | PP | GF | GC | Dif | Clasificados  |
| ------------------------ | --- | -- | -- | -- | -- | -- | -- | --- | ------------- |
| Tailandia                | 12  | 4  | 4  | 0  | 0  | 25 | 1  | +24 | Segunda ronda |
| Irán                     | 9   | 4  | 3  | 0  | 1  | 25 | 3  | +22 | Segunda ronda |
| Singapur                 | 6   | 4  | 2  | 0  | 2  | 8  | 11 | -3  |               |
| Tayikistán               | 3   | 4  | 1  | 0  | 3  | 4  | 20 | -16 |               |
| Islas Marianas del Norte | 0   | 4  | 0  | 0  | 4  | 0  | 27 | -27 |               |

- Tailandia, como anfitriona de las finales del torneo, se clasificó automáticamente independientemente de los resultados de la primera ronda de clasificación, y no avanzó a la segunda ronda.

| 15 de septiembre de 2018, 16:00 | Islas Marianas del Norte | 0:12 (0:6) | Irán | Hisor Central Stadium, Hisor, Tayikistán            |                                                     |
|                                 |                          | Reporte    | - 5', 16', 18', 57' Zandi - 8' Soleimanpour - 12' Masoumi - 35' Piltan - 54', 59', 67' Jalal Nasab - 79', 83' Gholami | Asistencia: 180 espectadores Árbitro(s): Lee Yi-chi | Asistencia: 180 espectadores Árbitro(s): Lee Yi-chi |

| 15 de septiembre de 2018, 19:00 | Tayikistán     | 1:4 (1:4) | Singapur                          | Hisor Central Stadium, Hisor, Tayikistán         |                                                  |
|                                 | - Sobirova 12' | Reporte   | - 14', 19', 34' Syaliza - 33' Tan | Asistencia: 200 espectadores Árbitro(s): Mi Siyu | Asistencia: 200 espectadores Árbitro(s): Mi Siyu |

| 17 de septiembre de 2018, 16:00 | Singapur | 0:6 (0:3) | Tailandia                                                                       | Hisor Central Stadium, Hisor, Tayikistán                |                                                         |
|                                 |          | Reporte   | - 41', 51' Ngok-wong - 44', 90' Jinantuya - 45+1' Sontisawat - 82' Matchawanich | Asistencia: 140 espectadores Árbitro(s): Rebecca Durcau | Asistencia: 140 espectadores Árbitro(s): Rebecca Durcau |

| 17 de septiembre de 2018, 19:00 | Tayikistán               | 3:0 (1:0) | Islas Marianas del Norte | Hisor Central Stadium, Hisor, Tayikistán           |                                                    |
|                                 | - Sobirova 18', 56', 57' | Reporte   |                          | Asistencia: 350 espectadores Árbitro(s): Qin Liang | Asistencia: 350 espectadores Árbitro(s): Qin Liang |

| 19 de septiembre de 2018, 16:00 | Irán                                           | 4:0 (4:0) | Singapur | Hisor Central Stadium, Hisor, Tayikistán                |                                                         |
|                                 | - Zandi 11' - Jalal Nasab 12', 21', 31' (pen.) | Reporte   |          | Asistencia: 100 espectadores Árbitro(s): Oh Hyeon-jeong | Asistencia: 100 espectadores Árbitro(s): Oh Hyeon-jeong |

| 19 de septiembre de 2018, 19:00 | Tailandia                                                                                  | 8:0 (7:0) | Tayikistán | Hisor Central Stadium, Hisor, Tayikistán            |                                                     |
|                                 | - Sontisawat 10', 20', 57' - Chompaeng 28' - Jinantuya 36', 39' (pen.) - Kaetkeaw 38', 45' | Reporte   |            | Asistencia: 160 espectadores Árbitro(s): Lee Yi-chi | Asistencia: 160 espectadores Árbitro(s): Lee Yi-chi |

| 21 de septiembre de 2018, 16:00 | Islas Marianas del Norte | 0:8 (0:2) | Tailandia                                                                                      | Hisor Central Stadium, Hisor, Tayikistán         |                                                  |
|                                 |                          | Reporte   | - 36', 66', 83', 89' Khamjaroen - 39' Muensri - 48' Jinantuya - 50' Sontisawat - 60' Pratumkul | Asistencia: 110 espectadores Árbitro(s): Mi Siyu | Asistencia: 110 espectadores Árbitro(s): Mi Siyu |

| 21 de septiembre de 2018, 19:00 | Irán                                                                                           | 8:0 (2:0) | Tayikistán | Hisor Central Stadium, Hisor, Tayikistán                |                                                         |
|                                 | - Gholami 3', 90' - Jalal Nasab 37', 61' (pen.) - Masoumi 50', 79' - Zandi 70' - Abbaspour 87' | Reporte   |            | Asistencia: 350 espectadores Árbitro(s): Rebecca Durcau | Asistencia: 350 espectadores Árbitro(s): Rebecca Durcau |

| 23 de septiembre de 2018, 16:00 | Singapur                                 | 4:0 (1:0) | Islas Marianas del Norte | Hisor Central Stadium, Hisor, Tayikistán               |                                                        |
|                                 | - Tan 20' (pen.), 79', 82' - Suhairi 57' | Reporte   |                          | Asistencia: 30 espectadores Árbitro(s): Oh Hyeon-jeong | Asistencia: 30 espectadores Árbitro(s): Oh Hyeon-jeong |

| 23 de septiembre de 2018, 19:00 | Tailandia                            | 3:1 (0:1) | Irán              | Hisor Central Stadium, Hisor, Tayikistán           |                                                    |
|                                 | - Jinantuya 60' - Chompaeng 70', 89' | Reporte   | - 12' Jalal Nasab | Asistencia: 165 espectadores Árbitro(s): Qin Liang | Asistencia: 165 espectadores Árbitro(s): Qin Liang |

### Grupo D
País anfitrión: Kirguistán
| Equipo       | Pts | PJ | PG | PE | PP | GF | GC | Dif | Clasificados  |
| ------------ | --- | -- | -- | -- | -- | -- | -- | --- | ------------- |
| Australia    | 12  | 4  | 4  | 0  | 0  | 39 | 0  | +39 | Segunda ronda |
| China Taipéi | 9   | 4  | 3  | 0  | 1  | 13 | 9  | +4  |               |
| Indonesia    | 6   | 4  | 2  | 0  | 2  | 7  | 16 | -9  |               |
| Kirguistán   | 3   | 4  | 1  | 0  | 3  | 3  | 16 | -13 |               |
| Palestina    | 0   | 4  | 0  | 0  | 4  | 3  | 24 | -21 |               |

| 15 de septiembre de 2018, 13:00 | Indonesia                                 | 3:2 (2:0) | Palestina                   | Estadio Spartak, Biskek, Kirguistán                      |                                                          |
|                                 | - Febiana 8' - Furyzcha 10' - Firanda 58' | Reporte   | - 74' Bawatneh - 81' Sarawi | Asistencia: 200 espectadores Árbitro(s): Fusako Kajiyama | Asistencia: 200 espectadores Árbitro(s): Fusako Kajiyama |

| 15 de septiembre de 2018, 17:00 | Kirguistán     | 1:2 (0:0) | China Taipéi                 | Estadio Spartak, Biskek, Kirguistán                    |                                                        |
|                                 | - Zarodina 71' | Reporte   | - 68' Yu-ting - 69' Tzu-shan | Asistencia: 420 espectadores Árbitro(s): Công Thị Dung | Asistencia: 420 espectadores Árbitro(s): Công Thị Dung |

| 17 de septiembre de 2018, 13:00 | Palestina | 0:11 (0:5) | Australia | Estadio Spartak, Biskek, Kirguistán                  |                                                      |
|                                 |           | Reporte    | - 3', 65' Beaumont - 12', 39', 45+1' Stamatopoulos - 22' Jancevski - 57', 82' Wallhead - 88', 90+3', 90+4' Hunt | Asistencia: 100 espectadores Árbitro(s): Law Bik Chi | Asistencia: 100 espectadores Árbitro(s): Law Bik Chi |

| 17 de septiembre de 2018, 17:00 | Indonesia                         | 3:0 (1:0) | Kirguistán | Estadio Spartak, Biskek, Kirguistán              |                                                  |
|                                 | - Furyzcha 44', 62' - Firanda 55' | Reporte   |            | Asistencia: 500 espectadores Árbitro(s): Yu Hong | Asistencia: 500 espectadores Árbitro(s): Yu Hong |

| 19 de septiembre de 2018, 13:00 | Australia | 11:0 (5:0) | Indonesia | Estadio Spartak, Biskek, Kirguistán                     |                                                         |
|                                 | - Stamatopoulos 5', 39' (pen.) - Beaumont 11', 49', 67', 70' - Jancevski 33', 42' - Jasnos 54' - Morley 60', 76' | Reporte    |           | Asistencia: 75 espectadores Árbitro(s): Fusako Kajiyama | Asistencia: 75 espectadores Árbitro(s): Fusako Kajiyama |

| 19 de septiembre de 2018, 17:00 | China Taipéi                                                                                               | 8:0 (2:0) | Palestina | Estadio Spartak, Biskek, Kirguistán                  |                                                      |
|                                 | - Shih-han 13' - Dai-ling 23', 68', 85' - Tzu-shan 53' - Qumseya 75' (a.g.) - Chih-yi 78' - Yu-syuan 90+3' | Reporte   |           | Asistencia: 100 espectadores Árbitro(s): Ri Hyang-Ok | Asistencia: 100 espectadores Árbitro(s): Ri Hyang-Ok |

| 21 de septiembre de 2018, 13:00 | China Taipéi                               | 3:1 (1:1) | Indonesia      | Estadio Spartak, Biskek, Kirguistán                   |                                                       |
|                                 | - Jin-wen 20' - Yu-ting 52' - Dai-ling 57' | Reporte   | - 45+2' Safira | Asistencia: 80 espectadores Árbitro(s): Công Thị Dung | Asistencia: 80 espectadores Árbitro(s): Công Thị Dung |

| 21 de septiembre de 2018, 17:00 | Kirguistán | 0:10 (0:3) | Australia                                                                                          | Estadio Spartak, Biskek, Kirguistán                  |                                                      |
|                                 |            | Reporte    | - 4', 38', 84' Morley - 32' Jancevski - 57', 63', 65' Zois - 61' Farmer - 73' Jasnos - 82' McKenna | Asistencia: 600 espectadores Árbitro(s): Law Bik Chi | Asistencia: 600 espectadores Árbitro(s): Law Bik Chi |

| 23 de septiembre de 2018, 13:00 | Australia                                                                       | 7:0 (4:0) | China Taipéi | Estadio Spartak, Biskek, Kirguistán                 |                                                     |
|                                 | - Morley 8', 17', 44' - Beaumont 45+2' - Jancevski 65', 85' - Yu-chi 78' (a.g.) | Reporte   |              | Asistencia: 70 espectadores Árbitro(s): Ri Hyang-ok | Asistencia: 70 espectadores Árbitro(s): Ri Hyang-ok |

| 23 de septiembre de 2018, 17:00 | Palestina    | 1:2 (0:0) | Kirguistán              | Estadio Spartak, Biskek, Kirguistán              |                                                  |
|                                 | - Sarawi 47' | Reporte   | - 54', 56' Akhmatkulova | Asistencia: 500 espectadores Árbitro(s): Yu Hong | Asistencia: 500 espectadores Árbitro(s): Yu Hong |

### Grupo E
País anfitrión: Nepal
| Equipo    | Pts       | PJ        | PG        | PE        | PP        | GF        | GC        | Dif       | Clasificados  |
| --------- | --------- | --------- | --------- | --------- | --------- | --------- | --------- | --------- | ------------- |
| Birmania  | 9         | 3         | 3         | 0         | 0         | 19        | 2         | +17       | Segunda ronda |
| Filipinas | 6         | 3         | 2         | 0         | 1         | 6         | 5         | +1        | Segunda ronda |
| Malasia   | 1         | 3         | 0         | 1         | 2         | 4         | 8         | -4        |               |
| Nepal     | 1         | 3         | 0         | 1         | 2         | 5         | 19        | -14       |               |
| Siria     | Se retiró | Se retiró | Se retiró | Se retiró | Se retiró | Se retiró | Se retiró | Se retiró | retirado      |

| 19 de septiembre de 2018, 11:30 | Birmania                 | 3:0 (0:0) | Malasia | Halchowk, Katmandú, Nepal                           |                                                     |
|                                 | - Noe Khin 75', 87', 89' | Reporte   |         | Asistencia: 300 espectadores Árbitro(s): Cha Min-ji | Asistencia: 300 espectadores Árbitro(s): Cha Min-ji |

| 19 de septiembre de 2018, 15:30 | Filipinas                                    | 4:0 (2:0) | Nepal | Halchowk, Katmandú, Nepal                              |                                                        |
|                                 | - Lazo 42', 45+1' - Alamo 76' - Villacin 82' | Reporte   |       | Asistencia: 450 espectadores Árbitro(s): Anna Sidorova | Asistencia: 450 espectadores Árbitro(s): Anna Sidorova |

| 21 de septiembre de 2018, 11:30 | Malasia | 0:1 (0:0) | Filipinas   | Halchowk, Katmandú, Nepal                              |                                                        |
|                                 |         | Reporte   | - 80' Alamo | Asistencia: 60 espectadores Árbitro(s): Mahsa Ghorbani | Asistencia: 60 espectadores Árbitro(s): Mahsa Ghorbani |

| 21 de septiembre de 2018, 15:30 | Nepal        | 1:11 (0:10) | Birmania                                                                                | Halchowk, Katmandú, Nepal                              |                                                        |
|                                 | - Thokar 73' | Reporte     | - 4' Htwe - 5', 7', 17', 21', 38' Aung - 10', 29', 33' Khin - 30' Eain - 62' Pyae Maung | Asistencia: 200 espectadores Árbitro(s): Casey Reibelt | Asistencia: 200 espectadores Árbitro(s): Casey Reibelt |

| 23 de septiembre de 2018, 11:30 | Filipinas      | 1:5 (0:3) | Birmania                                       | Halchowk, Katmandú, Nepal                              |                                                        |
|                                 | - Villacin 62' | Reporte   | - 15', 47' Htwe - 20' Khin - 45+2', 90+2' Aung | Asistencia: 50 espectadores Árbitro(s): Mahsa Ghorbani | Asistencia: 50 espectadores Árbitro(s): Mahsa Ghorbani |

| 23 de septiembre de 2018, 15:30 | Malasia                                   | 4:4 (2:2) | Nepal                                                        | Halchowk, Katmandú, Nepal                              |                                                        |
|                                 | - Emily 25' (pen.), 78' - Nabila 39', 68' | Reporte   | - 32' Magar - 45' (a.g) Taming - 57' (pen.) Rai - 85' Tamang | Asistencia: 300 espectadores Árbitro(s): Casey Reibelt | Asistencia: 300 espectadores Árbitro(s): Casey Reibelt |

### Grupo F
País anfitrión: Bangladés
| Equipo                 | Pts | PJ | PG | PE | PP | GF | GC | Dif | clasificados  |
| ---------------------- | --- | -- | -- | -- | -- | -- | -- | --- | ------------- |
| Bangladés              | 12  | 4  | 4  | 0  | 0  | 27 | 0  | 27  | Segunda ronda |
| Vietnam                | 9   | 4  | 3  | 0  | 1  | 25 | 2  | 23  | Segunda ronda |
| Líbano                 | 6   | 4  | 2  | 0  | 2  | 14 | 18 | -4  |               |
| Emiratos Árabes Unidos | 3   | 4  | 1  | 0  | 3  | 4  | 17 | -13 |               |
| Baréin                 | 0   | 4  | 0  | 0  | 4  | 0  | 33 | -33 |               |

| 15 de septiembre de 2018, 11:30 | Emiratos Árabes Unidos | 0:4 (0:2) | Vietnam                                                               | Bir Sherestha Shaheed Shipahi Mostafa Kamal Stadium, Dhaka, Bangladés |                                                       |
|                                 |                        | Reporte   | - Phan Thị Ngọc Trâm 15', 25' - Đỗ Thị Nhi 79' - Bùi Thị Thương 90+3' | Asistencia: 30 espectadores Árbitro(s): Kate Jacewicz                 | Asistencia: 30 espectadores Árbitro(s): Kate Jacewicz |

| 15 de septiembre de 2018, 15:30 | Líbano                                                                                      | 8:0 (4:0) | Baréin | Bir Sherestha Shaheed Shipahi Mostafa Kamal Stadium, Dhaka, Bangladés |                                                         |
|                                 | - Fayad 30' (pen.), 90+2' - Maalouf 36' - Alabed 38', 47', 71' - Salha 57' - J. Korjieh 68' | Reporte   |        | Asistencia: 50 espectadores Árbitro(s): Pansa Chaisanit               | Asistencia: 50 espectadores Árbitro(s): Pansa Chaisanit |

| 17 de septiembre de 2018, 11:30 | Líbano                                                              | 6:3 (4:2) | Emiratos Árabes Unidos                        | Bir Sherestha Shaheed Shipahi Mostafa Kamal Stadium, Dhaka, Bangladés |                                                     |
|                                 | - Assaf 10', 42', 47' (pen.), 66' (pen.) - El Tayar 20' - Salha 52' | Reporte   | - Al-Mahri 39' - Al-Mazrouei 45' - Khaled 53' | Asistencia: 100 espectadores Árbitro(s): Wang Chieh                   | Asistencia: 100 espectadores Árbitro(s): Wang Chieh |

| 17 de septiembre de 2018, 15:30 | Baréin | 0:10 (0:5) | Bangladés | Bir Sherestha Shaheed Shipahi Mostafa Kamal Stadium, Dhaka, Bangladés |                                                             |
|                                 |        | Reporte    | - Ana. Mogini 12' - Manda 17', 72' - Anu. Mogini 19', 35' - Shamsunnahar (#11) 45+1', 57' - S. Khatun 56' - Shamsunnahar (#3) 60' (pen.) - T. Khatun 81' | Asistencia: 1.000 espectadores Árbitro(s): Edita Mirabidova           | Asistencia: 1.000 espectadores Árbitro(s): Edita Mirabidova |

| 19 de septiembre de 2018, 11:30 | Bangladés | 8:0 (6:0) | Líbano | Bir Sherestha Shaheed Shipahi Mostafa Kamal Stadium, Dhaka, Bangladés |                                                     |
|                                 | - S. Khatun 14', 40' - Slim 19' (a.g.) - T. Khatun 23' - Ana. Mogini 27' - Shamsunnahar (#11) 47', 63' - Ro. Akhter 75' | Reporte   |        | Asistencia: 300 espectadores Árbitro(s): Jon Sol-mi                   | Asistencia: 300 espectadores Árbitro(s): Jon Sol-mi |

| 19 de septiembre de 2018, 15:30 | Vietnam | 14:0 (10:0) | Baréin | Bir Sherestha Shaheed Shipahi Mostafa Kamal Stadium, Dhaka, Bangladés |                                                     |
|                                 | - Nguyễn Thị Như Quỳnh 12', 15', 52' - Vũ Thị Hòa 21', 36', 38', 51' (pen.) - Đặng Thanh Thảo 29', 39', 41', 44', 45', 74' - Ngô Thị Huyền 86' | Reporte     |        | Asistencia: 500 espectadores Árbitro(s): Wang Chieh                   | Asistencia: 500 espectadores Árbitro(s): Wang Chieh |

| 21 de septiembre de 2018, 11:30 | Vietnam                                                                                                   | 7:0 (4:0) | Líbano | Bir Sherestha Shaheed Shipahi Mostafa Kamal Stadium, Dhaka, Bangladés |                                                          |
|                                 | - Vũ Thị Hòa 19' (pen.), 24', 35' - Đặng Thanh Thảo 37' - Phan Thị Ngọc Trâm 63' - Trần Nhật Lan 83', 84' | Reporte   |        | Asistencia: 300 espectadores Árbitro(s): Pansa Chaisanit              | Asistencia: 300 espectadores Árbitro(s): Pansa Chaisanit |

| 21 de septiembre de 2018, 15:30 | Emiratos Árabes Unidos | 0:7 (0:5) | Bangladés | Bir Sherestha Shaheed Shipahi Mostafa Kamal Stadium, Dhaka, Bangladés |                                                       |
|                                 |                        | Reporte   | - Shamsunnahar (#3) 7' (pen.) - Anu. Mogini 27', 35', 37' - Humaid 45+1' (o.g.) - Ana. Mogini 72' - Ilamoni 90+1' | Asistencia: 6.000 espectadores Árbitro(s): Jon Sol-mi                 | Asistencia: 6.000 espectadores Árbitro(s): Jon Sol-mi |

| 23 de septiembre de 2018, 11:30 | Baréin | 0:1 (0:0) | Emiratos Árabes Unidos | Bir Sherestha Shaheed Shipahi Mostafa Kamal Stadium, Dhaka, Bangladés |                                                           |
|                                 |        | Reporte   | - Khaled 63'           | Asistencia: 100 espectadores Árbitro(s): Edita Mirabidova             | Asistencia: 100 espectadores Árbitro(s): Edita Mirabidova |

| 23 de septiembre de 2018, 15:30 | Bangladés                         | 2:0 (1:0) | Vietnam | Bir Sherestha Shaheed Shipahi Mostafa Kamal Stadium, Dhaka, Bangladés |                                                          |
|                                 | - T. Khatun 45+1' - A. Khatun 65' | Reporte   |         | Asistencia: 7.000 espectadores Árbitro(s): Kate Jacewicz              | Asistencia: 7.000 espectadores Árbitro(s): Kate Jacewicz |

## Clasificación segundos lugares
Debido a que los grupos tienen un número diferente de equipos (después de la retirada de Siria del Grupo E), los resultados contra los equipos que ocupan el quinto lugar en grupos de cinco equipos no se consideran para esta clasificación.
| Grupo | Equipo       | PJ | PG | PE | PP | GF | GC | DG | Pts |
| ----- | ------------ | -- | -- | -- | -- | -- | -- | -- | --- |
| C     | Irán         | 3  | 2  | 0  | 1  | 13 | 3  | 10 | 6   |
| F     | Vietnam      | 3  | 2  | 0  | 1  | 11 | 2  | 9  | 6   |
| E     | Filipinas    | 3  | 2  | 0  | 1  | 6  | 5  | 1  | 6   |
| D     | China Taipéi | 3  | 2  | 0  | 1  | 5  | 9  | -4 | 6   |
| B     | India        | 3  | 1  | 1  | 1  | 8  | 4  | 4  | 4   |
| A     | Jordania     | 3  | 1  | 1  | 1  | 9  | 9  | 0  | 4   |

## Segunda ronda
Las dos mejores selecciones femeninas de cada grupo se unen a los tres equipos que clasificaron automáticamente para la fase final, Corea del Norte, Corea del Sur y Japón, debido a que en la edición 2017 ocuparon los tres primeros lugares, mientras que Tailandia por ser el país anfitrión tiene asegurada su participación en la fase final, aunque independiente de ello decidió participar en la primera fase clasificatoria.

## Sorteo
El sorteo de la segunda fase se realizó el 7 de noviembre de 2018 en Kuala Lumpur, Malasia, que es la sede de la AFC.
La segunda ronda fue programada del 27 de febrero al 7 de marzo de 2019.

#### Grupo A
País anfitrión: Laos
| Equipo    | Pts | PJ | PG | PE | PP | GF | GC | Dif |
| --------- | --- | -- | -- | -- | -- | -- | -- | --- |
| Australia | 9   | 3  | 3  | 0  | 0  | 7  | 0  | 7   |
| Vietnam   | 4   | 3  | 1  | 1  | 1  | 1  | 1  | 0   |
| Laos      | 3   | 3  | 1  | 0  | 2  | 2  | 4  | -2  |
| Irán      | 1   | 3  | 0  | 1  | 2  | 0  | 5  | -5  |

| 3 de marzo de 2019, 15:00 | Australia                                    | 3:0 (2:0) | Irán | Nuevo Estadio Nacional de Laos, Vientián, Laos                |                                                               |
|                           | - Beaumont 20' - Taranto 40' - McKenna 90+3' | Reporte   |      | Asistencia: 120 espectadores Árbitra: Abirami Naidu, Singapur | Asistencia: 120 espectadores Árbitra: Abirami Naidu, Singapur |

| 3 de marzo de 2019, 18:30 | Laos | 0:1 (0:0) | Vietnam                | Nuevo Estadio Nacional de Laos, Vientián, Laos         |                                                        |
|                           |      | Reporte   | - Phengsana 55' (a.g.) | Asistencia: 1.018 espectadores Árbitra: Yu Hong, China | Asistencia: 1.018 espectadores Árbitra: Yu Hong, China |

| 5 de marzo de 2019, 15:00 | Vietnam | 0:1 (0:0) | Australia    | Nuevo Estadio Nacional de Laos, Vientián, Laos                   |                                                                  |
|                           |         | Reporte   | - Jasnos 88' | Asistencia: 100 espectadores Árbitra: Pansa Chaisanit, Tailandia | Asistencia: 100 espectadores Árbitra: Pansa Chaisanit, Tailandia |

| 5 de marzo de 2019, 18:30 | Irán | 0:2 (0:1) | Laos                             | Nuevo Estadio Nacional de Laos, Vientián, Laos                  |                                                                 |
|                           |      | Reporte   | - Thongsavang 44' - Chaikham 66' | Asistencia: 384 espectadores Árbitra: Thein Thein Aye, Birmania | Asistencia: 384 espectadores Árbitra: Thein Thein Aye, Birmania |

| 7 de marzo de 2019, 15:00 | Vietnam | 0:0     | Irán | Nuevo Estadio Nacional de Laos, Vientián, Laos       |                                                      |
|                           |         | Reporte |      | Asistencia: 115 espectadores Árbitra: Yu Hong, China | Asistencia: 115 espectadores Árbitra: Yu Hong, China |

| 7 de marzo de 2019, 18:30 | Australia                                       | 3:0 (0:0) | Laos | Nuevo Estadio Nacional de Laos, Vientián, Laos                  |                                                                 |
|                           | - Beaumont 53' - Lowry 58' - McKenna 84' (pen.) | Reporte   |      | Asistencia: 1.025 espectadores Árbitra: Abirami Naidu, Singapur | Asistencia: 1.025 espectadores Árbitra: Abirami Naidu, Singapur |

#### Grupo B
País anfitrión: Birmania
| Equipo    | Pts | PJ | PG | PE | PP | GF | GC | Dif |
| --------- | --- | -- | -- | -- | -- | -- | -- | --- |
| China     | 9   | 3  | 3  | 0  | 0  | 15 | 0  | 15  |
| Bangladés | 6   | 3  | 2  | 0  | 1  | 11 | 3  | 8   |
| Birmania  | 3   | 3  | 1  | 0  | 2  | 3  | 6  | -3  |
| Filipinas | 0   | 3  | 0  | 0  | 3  | 0  | 20 | -20 |

| 27 de febrero de 2019, 15:00 | Bangladés | 10:0 (6:0) | Filipinas | Estadio Mandalarthiri, Mandalay, Birmania                 |                                                           |
|                              | - T. Khatun 2', 17', 24', 36' - Shamsunnahar 17' - Shamsunnahar 42' (pen.) - Villacin 46' (a.g.) - Anu. Mogini 58', 86' - Manda 64' | Reporte    |           | Asistencia: 100 espectadores Árbitra: Mahnaz Zokaee, Irán | Asistencia: 100 espectadores Árbitra: Mahnaz Zokaee, Irán |

| 27 de febrero de 2019, 18:00 | China                                                             | 5:0 (4:0) | Birmania | Estadio Mandalarthiri, Mandalay, Birmania                           |                                                                     |
|                              | - Shi Xiaomin 11' - Jiang Chenjing 17', 20', 23' - Dai Xinyao 62' | Reporte   |          | Asistencia: 1986 espectadores Árbitra: Edita Mirabidova, Uzbekistán | Asistencia: 1986 espectadores Árbitra: Edita Mirabidova, Uzbekistán |

| 1 de marzo de 2019, 15:00 | Filipinas | 0:7 (0:5) | China                                                                                   | Estadio Mandalarthiri, Mandalay, Birmania                          |                                                                    |
|                           |           | Reporte   | - Lim 11' (a.g.) - Zou Mengyao 23' - Zhang Hongyan 26', 33', 44', 77' - Fu Congcong 78' | Asistencia: 250 espectadores Árbitra: Pak Un-jong, Corea del Norte | Asistencia: 250 espectadores Árbitra: Pak Un-jong, Corea del Norte |

| 1 de marzo de 2019, 18:00 | Birmania | 0:1 (0:0) | Bangladés       | Estadio Mandalarthiri, Mandalay, Birmania                          |                                                                    |
|                           |          | Reporte   | - M. Chakma 68' | Asistencia: 4.540 espectadores Árbitra: Bùi Thị Thu Trang, Vietnam | Asistencia: 4.540 espectadores Árbitra: Bùi Thị Thu Trang, Vietnam |

| 3 de marzo de 2019, 15:00 | China                                                | 3:0 (1:0) | Bangladés | Estadio Mandalarthiri, Mandalay, Birmania                          |                                                                    |
|                           | - Dai Xinyao 29' - Shao Ziqin 46' - Wang Xinling 53' | Reporte   |           | Asistencia: 125 espectadores Árbitra: Edita Mirabidova, Uzbekistán | Asistencia: 125 espectadores Árbitra: Edita Mirabidova, Uzbekistán |

| 3 de marzo de 2019, 18:00 | Filipinas | 0:3 (0:1) | Birmania                                                        | Estadio Mandalarthiri, Mandalay, Birmania                 |                                                           |
|                           |           | Reporte   | - Su Pyae Pyae Kyaw 37' - Zin Mar Htwe 88' - Swe Mar Aung 90+2' | Asistencia: 367 espectadores Árbitra: Mahnaz Zokaee, Irán | Asistencia: 367 espectadores Árbitra: Mahnaz Zokaee, Irán |

## Equipos clasificados
Los siguientes ocho equipos se clasificaron para el torneo final.
| Equipo          | clasificado por ser                        | fecha de su clasificación |
| --------------- | ------------------------------------------ | ------------------------- |
| Tailandia       | Anfitrión                                  | 20 de abril de 2018       |
| Corea del Norte | Campeón el 2017                            | 30 de mayo de 2018        |
| Corea del Sur   | Subcampeón el 2017                         | 30 de mayo de 2018        |
| Japón           | Tercer lugar el 2017                       | 30 de mayo de 2018        |
| Australia       | Ganador de la segunda ronda del Grupo A    | 7 de marzo de 2019        |
| Vietnam         | Subcampeón de la Segunda ronda del Grupo A | 7 de marzo de 2019        |
| China           | Ganador de la segunda ronda del Grupo B    | 1 de marzo de 2019        |
| Bangladés       | Subcampeón de la Segunda ronda del Grupo B | 1 de marzo de 2019        |